# Rasera
La rasera es un cepillo de atinar las maderas. 
Su forma es exactamente igual a la de los cepillos ordinarios o de desbastar y sus dimensiones aproximadamente las mismas, diferenciándose de ellos precisamente por la disposición de sus elementos característicos, que responden al objeto de su empleo, cual es el de sacar unas virutas sumamente finas de forma que pula la madera sin desgastarla.
De aquí se deducen ya las condiciones que han de reunir sus elementos que son: su boca muy estrecha y muy reducida la parte de la caja en que va la hoja. Esta debe ser de acero bien templado y con el filo muy fino, debiendo apenas sobresalir más que unas décimas de milímetro de la caja inferior de la cara inferior de la caja que debe ser completamente plana. Así se consigue que muerda muy poco en la madera y el trabajo que realiza sea muy fino.
De los restantes elementos, la cuña de sujeción de la hoja es muy fuerte y en forma de horquilla, siendo su ángulo menor de unos 10 a 12º. La cara posterior de la luz en que se asienta la hoja debe ser completamente plana, su inclinación se acerca bastante a la vertical, formando con la horizontal un ángulo de unos 55º.
Actualmente se fabrica también esta herramienta completamente metálica.